# Coroană imperială

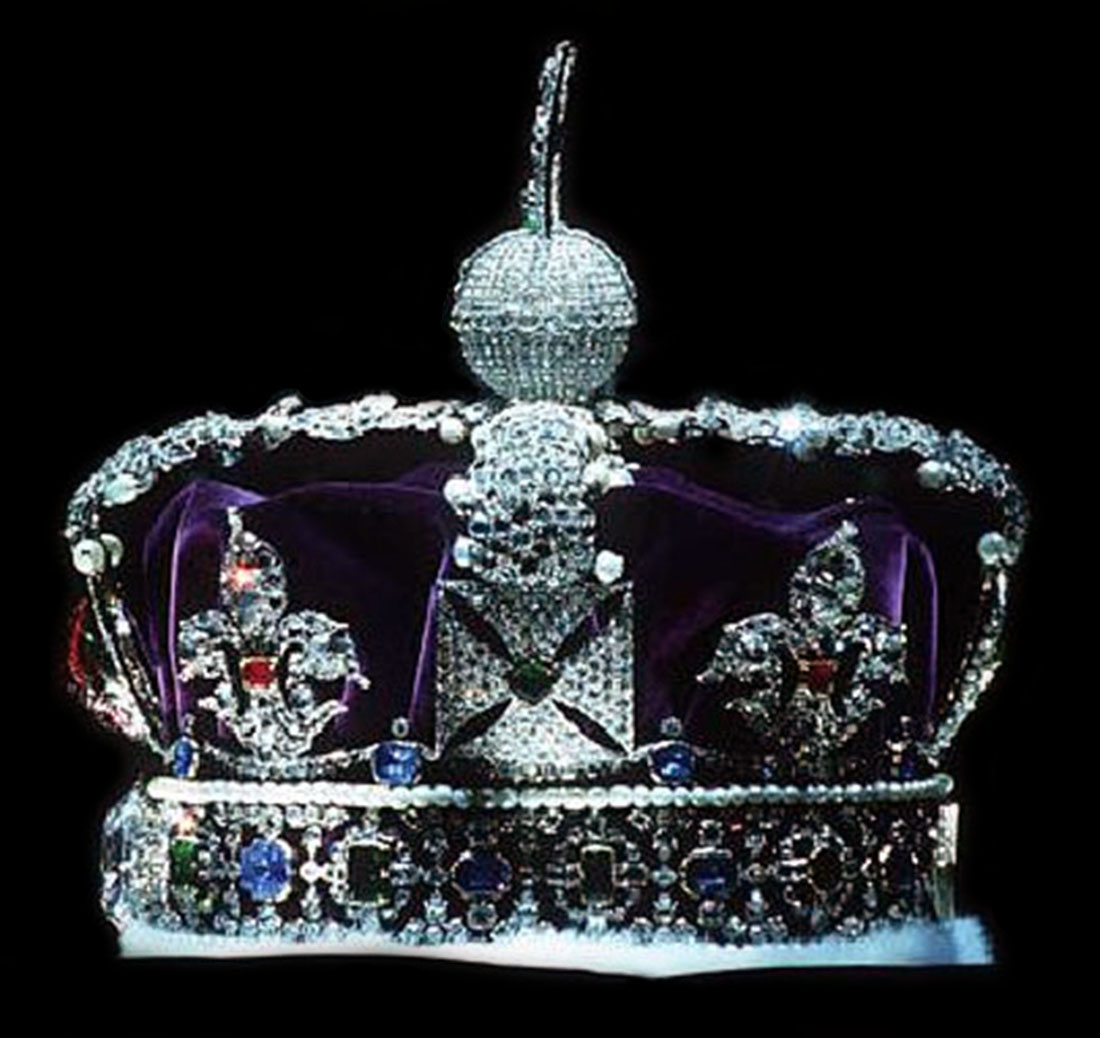
Imperial State Crown

Coroana imperială este o coroană folosită pentru încoronarea  împăraților.